# Hardcore techno
A hardcore az 1990-es évek elején kialakult elektronikus zenei stílus, amelynek mindenkori jellemzője a kompromisszummentes, agresszív és nyers hangzás, a négyszögjelűre torzított lábdob, és a gyors tempó (ami szélsőséges esetekben akár több száz BPM (felütés per perc) is lehet). A „hardcore”, mint leíró kifejezés az elektronikus zenében ugyanazt jelenti, mint más irányzatokban – az adott forma kiélezését a végletekig. Egyúttal gyűjtőfogalomként is szerepel a napjainkra megjelent nagyszámú, heterogén és változatos hangzású, egymással többszörösen fuzionált alstílusai számára.
A zene hangzása a felkészületlen hallgatóságnak gyakran sokkoló élményt nyújt. A folyamatos dinamikát a többnyire 4/4-es ütemben lüktető, durva dobok adják, amely dörgedelmes elegyet képez a szédítő sebességgel egymás után ismétlődő, tömény elektronikus és gyáripari hangmintákkal, és a szétszaggatott, csapkodó dobalátétekkel. Egyes alstílusokban gyakoriak a horror- és gengszterfilmekből, és más zenékből (rap, hiphop, ragga jungle) kölcsönzött vokális hangminták, míg más altípusok ettől jelentős eltéréseket mutatnak (lásd lejjebb). A hardcore-nak hasonló elnevezése ellenére eredetét tekintve semmi köze ahhoz a posztpunk zenei irányzathoz, amelyhez többek között a Minor Threat, D.O.A., vagy a Charged G.B.H. együttesek neveit kötik.

## A hardcore techno története
Az elektronikus zenei forradalom a nyolcvanas évek végére a hangszerek jelentős technikai fejlődését eredményezte, ami a kor zenészeit addig nem felfedezett lehetőségek tárházával ruházta fel. Az új és olcsó eszközök bárki számára elérhetővé váltak, így a zene készítése többé már nem kötődött a professzionális, drága stúdiókhoz. A számos újdonsült technozenész számára így lehetőség nyílt új hangzásbeli irányvonalakat keresni, minden addig ismert zenei konvención túllépni. A hardcore techno olyan kísérletezések révén született meg, amelyekben a fő hangsúlyt a minden addiginál keményebb hangzásvilág kialakítása kapta. Keletkezési helye és ideje nem pontosan definiált, mivel különböző korai stílusok elegyeként jött létre, főként a techno/New beat európai térhódításának köszönhetően. Sokan a németországi Mescalinum United 1990-ben megjelent lemezét tulajdonítják az első hardcore lemeznek, mivel ez a zene már rendelkezett mindazon stílusjegyekkel, amelyek később a hollandiai hardcore-ra is jellemzőek voltak. Viszont az első komolyabb mozgalom már Hollandiából, az egymással folyamatosan versengő holland iparvárosokból (mindenekelőtt Rotterdamból és Amszterdamból) ered. Az első zenészek a futballszurkolók kemény magjának köréből kerültek ki. A huligáncsapatokba verődő fiatalok a stadionokon belül, s kívül egyaránt jobbak és keményebbek kívántak lenni az ellenfél táborának képviselőitől, így a szubkultúrájukban jelentős szerepet betöltő technozenében is. Az első holland hardcore lemez 1992-ben jelent meg Rotterdamban, a stílus legelső pionírjai, DJ Paul Elstak és DJ Rob által alapított Rotterdam Records égisze alatt. A zenébe épített, ellenfelet becsmérlő, gúnyos káromkodás-hangminták a torz, nyers és „savas” hangzású, dinamikus technóval a hardcore alapmotívumát adta meg. Mintegy válaszul erre, 1993-ban az amszterdamiak megalapították a Mokum Records-ot, amely kezdetben olyan meghatározó előadók lemezeit jelentette meg, mint a DJ Dano, The Prophet, Chosen Few, Hooihouse, Haardcore és Tellurian. Az európai történésekkel egyidőben az USA-ban is kezdett kibontakozni az új stílus, a New York-i Industrial Strength Records vezérének, Lenny Dee-nek köszönhetően.
Ami ezután következett, az sokak számára egy szempillantás alatt zajlott le. A friss energiával teli, lázadó stílus egyre népszerűbb lett, így gyorsan kommercializálták, és a nagy tömegek számára elérhetővé tették. A hardcore tehát kitört a házibulik és a focimeccsek béklyóiból, elindult világhódító útjára, végigsöpört egész Európán, és rendezvénycsarnokokat, arénákat töltött meg rajongókkal. Ebből alakult ki a ma gabber kultúra néven ismert jelenség.
Ebben nagy szerepe volt az ID&T-nek, egy holland partiszervező és lemezkiadó cégnek, amit három fiatal, amszterdami férfi, Irfan van Ewijk, Duncan Stutterheim és Theo Lelie alapított 1992-ben. Az ID&T alapításakor már mindhárman tapasztalt house, New beat, trance és techno partiszervezőknek számítottak, és erejüket azzal céllal egyesítették, hogy létrehozzák Hollandia legnagyobb elektronikus zenei rendezvényeit. Az első Thunderdome partit (aminek nevét egy Mad Max filmből kölcsönözték) 1992. június 20-án rendezték Thunderdome: The Final Exam címmel. A rendezvény koncepciója már akkor az volt, hogy a lehető legszélesebb közönség előtt prezentálhassák a hardcore-t.
Egy év múlva, 1993-ban elindult a Thunderdome CD sorozat, ami hosszú évekig a hardcore legfontosabb CD-jének számított, és aminek révén a hardcore távoli országokba is eljutott. Így például 1998-ban már az USA-ban is jelent meg Thunderdome CD, és az ID&T residens lemezlovasai több ízben is felléptek Los Angelesben. Az amerikai népszerűsítő hadjáratoknak végül az vetett véget, hogy addigra Európában a hardcore techno népszerűsége jelentősen visszaesett.
A kommersz holland hardcore felemelkedésével párhuzamosan a világ más részein számos kezdeményezés indult, amely megpróbált ellenszegülni annak a tendenciának, amely a hardcore-t egyszerű szórakoztatóipari termékké kívánta konvertálni. Az eredeti agressziójában valamelyest lefinomított, jól bevált sémákra épülő tömeghardcore helyett sok előadó még durvább, még gyorsabb, „fogyaszthatatlan” hardcore mellett állt ki. Már ebben az időben (1994-95-től kezdve) számos olyan vadhajtás keletkezett, ami termékenyítőleg hatott a kor elektronikus irányzataira, és mind inkább összekuszálta az addig jól definiálható hardcore fogalmát. Franciaországban a Laurent Hô vezette Epitèth Records köré szerveződő előadók indusztriális hardcore-ja jelentős potenciált jelentett, míg Angliában a Deathchant Records képviselte azt az alternatívát, amely komplexitásával, elsöprő dinamikájával új irányvonalat mutatott. Németországban az extrém zajosság és a gyorsaság vált dominánssá, amely sebesség még az amerikai, ún. New York hardcorét is gyakran felülmúlta. Ausztráliában a holland gyökerektől jórészt függetlenül kialakult jellegzetes 8 bites Amiga-hangzást számos kisebb label mellett a Newcastle-i Bloody Fist Records, és a Sydney beli Rage Records képviselte. Japánra a holland hardcore nagy hatással volt, és főleg a happy hardcore irányvonal mozgatta meg a tömegeket. A felgyorsított, rajzfilmszerű vokális hangmintákkal szemben számos előadó a szélsőségesebb speedcore felé fordult, amely durva, sűrű ipari hangzásával, máskor mély, telt szintetizátoraival mással össze nem téveszthető.
1998-ban a holland hardcore egy komoly arculatváltáson esett át. A producerek szakítottak az addigi hangzással, és egy új, lassabb irányzaton kezdtek el munkálkodni. Ez lett a newstyle. Ez olyan mértékben megosztotta a közönséget, hogy sokan inkább elfordultak a hardcore-tól, mintsem newstyle-t hallgassanak. A következő évben, a hardcore mélypontján az ID&T, aminek addigra több futó projektje is volt (Mystery Land, Inner City, Sensation, stb.), végül felhagyott a Thunderdome bulik szervezésével, és CD-k kiadásával. Ettől kezdve a stafétát más szervezőcsapatok vették át, mint például a Masters of Hardcore, akik nagyon sokban hozzájárultak ahhoz, hogy a hardcore végül ne tűnjön el a süllyesztőben.
Az ID&T végül 2001-ben újra beindította a Thunderdome projektjét, mely azonban addigra már elvesztette vezető szerepét. Bár a Thunderdome bulik máig Hollandia legnagyobb, legkedveltebb és legtöbb embert vonzó rendezvényei, a stílus alakulásába aligha tudnak beleszólni. Az évente egy alkalommal megjelenő válogatás CD-ik se sok vizet zavarnak.
Az 1999-es holland mélypont a világ minden tájára hatással volt. Olaszország kivétel, mert itt előtte is nagyon erős gabber bázis tevékenykedett (Hollandia után a második legnagyobb), amely képes volt alkalmazkodni a változásokhoz. Ezért aztán a hardcore központja időlegesen Olaszországba tevődött át, az olasz producerek lettek a newstyle éllovasai. Azok a holland DJ-k is, akik nem fordultak el a stílustól, elsősorban Olaszországban léptek fel. Végül 2002-re Olaszországban is hanyatlásnak indult a hardcore. Addigra azonban a holland szcéna kezdett felépülni a letargiából, és 2003-ra a hardcore újból hihetetlen virágzásnak indult. Ebben nagy szerepe volt zenekészítési technikák jelentős fejlődésének, és a newstyle-t egy jóval modernebb hangzású hardcore, a mainstyle váltotta le.

## Alstílusok
Több, mint 30 éves történelme során a hardcore hatalmas utat járt be, és ezen út során egy egzakt, könnyen megfogható stílusból mára több tucat stílus gyűjtőfogalmává nőtte ki magát.

A hardcore-ba tágabb értelemben minden beletartozik, amit szélsőséges elektronikus zenének tekintünk. Már rég nem egy adott társadalmi rétegből kikerülő emberek alkotta szubkultúraként működik, hanem különböző csoportjai különböző utakon járva egy közös célért küzdenek, a határokat feszegetik, a legkeményebb, a leggyorsabb, a legsötétebb, a legelborultabb végleteket keresik, ki-ki a maga módján, a maga módszereivel. Éppen ezen okból kifolyólag a teljes elektronikus zenei spektrumban jelen van (sőt bizonyos fokig már azon is túllóg), így bármerről is induljunk el, ha elég mélyre ásunk a zenei underground világában, végül elkerülhetetlen, hogy ne a hardcore-nál lyukadjunk ki.
- Artcore (Gangsta style; 1993-2001): Az elsősorban DJ Ruffneck nevéhez köthető stílus a hardcore talán első olyan alstílusa volt, ami megpróbált elszakadni a tisztán tánczenei gyökerektől és művészi értékkel egészíteni ki azt. Az akkori hardcore-ral még csak össze sem mérhető komplexitású dallamok, Amen break-ben dúskáló jungle betétek és Roland Juno-val előállított fűrészjelek tették a stílust igazán egyedivé. A stílus 2001-ben, az utolsó artcore label, a Gangsta Audiovisuals leállításával szűnt meg létezni. Ezt a stílus egyik emblematikus alakja, Trypticon úgy kommentálta a honlapján, hogy kihoztak már a stílusból mindent, amit lehetett, megalkották már minden idők legjobb artcore számait, amiknél jobbat aligha lehetne csinálni, ezért inkább más stílusok felé fordulnak, melyek révén a hardcore tovább fejlődhet.
- Breakcore (1995-től napjainkig): A breakcore születése majdhogynem egybevág a Drill&bass, vagyis a későbbi IDM (Intelligent Dance Music) születésével, ami elsősorban Squarepusher és Aphex Twin nevéhez köthető. Ők voltak az elsők, akik a tört ütemek terén tovább merészkedtek a drum&bass világánál, és átlépték a kiszámíthatatlanság határmezsgyéjét, ahol az általában torzított, cafatokra szabdalt (choppolt) Amen-break az úr. Ebből kifolyólag ugyancsak angolszász területeken, elsősorban Angliában és Ausztráliában jöttek létre az első kiadók, amik ezt az IDM-es hangzást kezdték el vegyíteni a hardcore-ral, ebből született meg a breakcore. Igazán népszerű csak a XXI. századra lett, rengeteg speedcore producer folytatta pályafutását breakcore előadóként. Mára teljesen önálló, a Hardcore-tól független műfajjá nőtte ki magát.
- Darkcore (1998-tól napjainkig): A Ruff Intelligenze a Ruffneck Records sublabeljeként indult 1995-ben, mint kísérleti hardtrance, azonban két megjelenés után DJ Ruffneck úgy döntött, elégedetlen a label irányával (és fogadtatásával, feltételezhetően), ezért parkolópályára állította. Két évvel később egy új alias alatt (D'Spyre) maga készítette el a label harmadik lemezét,[4] s ezzel megszületett a darkcore. A dolgot viszont beárnyékolta, hogy Ruffneck majdhogynem ezzel egyidőben összerúgta a port a labeljeit futtató XSV kiadóval. Létrehozta a saját lemezkiadó cégét, és az újkeletű hangzását átvitte az újonnan indított Supreme Intelligence labelje alá, ami 1998-tól 2001-ig az egyetlen 100%-ig darkcore label volt. 2001 után a szerepét a szintén Ruffneck alapította, mai napig rendkívül népszerű Enzyme Records vette át.
Mint ahogy azt a neve is mutatja, a stílus sötét, nyomasztó atmoszféra és lassabb tempó (150-170 BPM) jellemzi a leginkább.
- Digital Hardcore (1992-től napjainkig): A digital hardcore zenére jellemző a magas tempó, a hardcore punk zene gyorsaságát kombinálják össze torzabb és keményebb elektronikus hangzásokkal.
Az elektromos gitár használatát megtartják, és azt samplerekkel, szintetizátorokkal és dobgépekkel együtt játsszák. A vokálok a hardcore punkra is jellemző agresszív, dühös ordítozásból állnak. A szövegek lázítóak, erősen politikai jellegűek, leginkább baloldali típusú politikai eszmékkel vagy anarchista ideálokkal foglalkozik. De az anarchizmus mögé bármilyen politikai nézet betehető probléma megoldásaként.
A stílust az Atari Teenage Riot zenekar teremtette meg 1992-ben Németországban/Berlinben. A zenekar frontembere, Alec Empire nevezte el zenéjük hangzását digital hardcore-nak. A kezdetektől fogva különálló műfajként jelent meg, szemléletmódban a Punk-hoz közelebb is áll, egyedül a Gabber Hardcore zenei elemek felhasználása miatt került itt megemlítésre.
- Early Hardcore (Early Rave; 1993-1998): Az hardcore első virágkorárat leginkább reprezentáló stílus, mely elsősorban a Thunderdome válogatáslemezek révén lett világszerte ismert. A hardcore legelemibb, nyers és csiszolatlan formája, ami aztán hosszú évekre határozta meg a trendeket, alapjaiban változtatva meg az elektronikus zenékről addig kialakult képet. Karakteres, torzított lábdobok, éles cinek és a TR-909 jellegzetes pergődobja és tapsa tették mindenki számára azonnal felismerhetővé. Hollandiában mind a mai napig rendkívül népszerű, rendszeresek az Early Rave partik, és majd' minden nagyobb rendezvényen külön terem gondoskodik arról, hogy a hardcore múltjának eme darabja méltó módon képviselve legyen.
- Freeform (Nu Energy, FiNRG; 1999-től napjainkig): Eredetileg trancecore néven kezdte pályafutását ez az angliai happy hardcore mutáció, melyet aztán DJ Sharkey-nak köszönhetően freeform-ra kereszteltek át, mivel Hollandiában is ugyanebben az időben kezdte el bontogatni a szárnyát egy szintén trancecore névre hallgató, azonban hangzásában teljesen más stílus. Míg ez utóbbi inkább tekinthető egy sötétebb tónusú goa trance+hardcore hibridnek, addig a freeform inkább klasszikus eurotrance elemekből építkezik. A sors iróniája, hogy pár évre rá a holland trancecore szinte teljesen kihalt, azonban a goa trance-es hangzás fennmaradt, s a 2002 óta jelenlévő finn freeform jellegzetességévé vált.
- Frenchcore (199x-től napjainkig): Elsődlegesen a francia hardcore-t értjük alatta, de nem csak kizárólag azt, mivel egyedi hangzása révén egy külön stílusnak számít. Nem minden francia DJ játszik frenchcore-t, de nem is csak franciák írhatnak ilyet. Ez egy speciális stílus, ami kilencvenes évek közepe táján született meg a francia Manu le Malin és Laurent Hô irányítása alatt.
- Gabbergrind (2000-től napjainkig): Viszonylag új keletű irányzat. A "speedcore" és egy extrém metal stílus, az úgynevezett "grindcore" keveréke. A gabbergrind előadóknál beszélhetünk kisebb zenekarokról is, mert némelyek kiegészülnek kísérő zenészekkel vagy énekessel is. De létezik komplett zenekar is, ilyen pl. a Tourette Syndrom. Néhány előadó: Maruosa, Tourette Syndrom, Cunt Blasting, Necrophilius Coprophagus, Realicide, Vomitus Coitus, The Berzerker. Akárcsak a Digital HC, ez is csak elemeiben használja a Speedcore-t, nem tekinthető a Gabber Hardcore műfaj stílusának, csak a torzított gépdobok használata az egyetlen közös pont.
- Happy Hardcore (1994-1998): Ahogy a hardcore napról napra egyre nagyobb tömegeket mozgatott meg, úgy nőtt meg az igény egy médiabarát verzióra is, hiszen az erőszakos hangvétel, a torz dobok és az ekszplicit szövegek nem voltak alkalmasak arra, hogy országos rádiókban és zenetévékben leadhatóak legyenek. Ezért a torzdobokat hamarosan felváltották a kopogós TR-909-ek, a női vokálok és az életvidám dalszövegek. Megszületett a happy hardcore. Mindezen változtatások ellenére a holland happy hardcore-nak sikerült megőriznie az autentikus, hardcore-ra jellemző hangzását, míg a helytelenül rave néven elhíresült német, és a leginkább jungle-re hajazó angol változatoknak nem. 1995-től az 1997-es house-láz elterjedéséig Európa legdominánsabb elektronikus zenei irányzata volt.
Azonban amint a média figyelme a house-ra irányult, a happy hardcore úgymond kiment a divatból, a rá épülő, főként haszonszerzés céljáből alakult kiadók és előadóik mind profilt váltottak. A korábban igazi hardcore-t játszó DJ-k és producerek csak kis százaléka tért vissza az undergroundba, hogy folytassa hardcore-os pályafutását.
A happy hardcore népszerűségének elvesztése után csupán Angliában maradt fenn, ahol az ezredfordulón trance-es hangzást kölcsönözve UK hardcore-rá, illetve freeform-má alakult.
- Hardstyle (Hard Dance, Hardbass, 1999-től napjainkig): A méltán híres Sensation Black partisorozat fő stílusaként aposztrofált hardstyle speciális elegyét alkotja a hardhouse-nak, hardtrance-nek és a newstyle hardcore-nak, ami az ezredforduló óta évről évre egyre nagyobb népszerűségre tesz szert, javarészt köszönhetően az előbb említett Sensation Black-nek, másrészt pedig annak, hogy a kluboknak újra megnőtt az igény a keményebb hangzású, de könnyen táncolható zenékre. Az első hardstyle bulik 1999 végén, 2000 elején kerültek megrendezésre Hollandiában, amiket nem sokra rá német és olasz partyk követtek. Jó ideig a hardstyle producerek zömét hardcore DJ-k alkották, akik karrierüket megújítandó avanzsáltak át az új stílushoz. A hirtelen jött siker után sokan fel is hagytak a hardcore-ral, hogy tisztán a hardstyle-ra koncentrálhassanak.
- Hardtrance (1995-től napjainkig): A kilencvenes évek közepén, Németországban kialakult stílus a korai, dallamos trance hangzást vegyítette a hardcore producerek által alkalmazott technikákkal, mint például úgynevezett „hoover”, amit a Human Resource Dominator című száma tett méltán híressé. Az 1996-1997 közötti időszakban erőteljes happy hardcore hangzás volt rá jellemző, melyet aztán a happy hardcore megszűnésével levetközött, és az euro trance irányába való elmozdulásával teljesen elszakadt a hardcore-tól; a keletkezett szakadékot később a hardstyle lett hivatott áthidalni. Tempóját tekintve leginkább 140-145 BPM közt mozog.
- Hardtechno (1995-töl napjainkig): A kilencvenes évek közepén, Németországban kialakult stílus a korai, monoton techno hangzást vegyítette a hardcore producerek által alkalmazott technikákkal. Kialakulása erőteljesen összeköthető a Schranz alapjaival.Robert Natus és tőle függetlenül DJ Amok találta ki 2002 közepén.

Amok ma már darkcore-t játszik saját számaival vegyítve.
Natus Németországban top 10 előadóban van benne. Arkus P.-vel megalkották a Hardcore salsa című tribal számot, ami nem kis sikert hozott nekik 2004-ben és szerepeltek a top 10-ben.
- Industrial Hardcore (1991-től napjainkig): Az industrial hardcore tulajdonképpen egyidős magával a hardcore-ral, egyazon tőről származnak, azonban az industrial hardcore-ban a techno-ra jellemző stílusjegyek jóval nagyobb százalékban vannak jelen. A francia Laurent Hô, Manu le Malin és a német Marc Acardipane szinte egy időben, 1993-tól kezdett el kísérletezni a techno és a hardcore különleges kombinációjával, és máig a franciák számítanak az industrial hardcore egyik legjelentősebb képviselőinek.
Hollandiában ezzel szemben csak az ezredforduló környékén, a newstyle helyetti alternatívaként kezdett el kialakulni, hidat teremtve az egyre népszerűbb, modern techno hangzás felé. Ebben az egyik legnagyobb úttörő szerepet DJ Promo-nak tulajdoníthatjuk, aki 2001-ben, Rude Awakening nevű projektjével törölte el végleg a hardcore és a techno között húzódó határvonalat. Saját kiadója, a DJ X-ess-szel közösen alapított The Third Movement máig a holland ipari hardcore fellegvárának számít. Általában 130 és 190 bpm között mozog.
- Makina (Bakalao, Poky; 1999-től napjainkig): Spanyol eredetű, UK hardcore alapú, de gyengébb, kopogósabb dobbal rendelkező mutációk, amik csak Spanyolország bizonyos részeire korlátozódnak. A poky az ország középső területeire jellemző, míg a bakalao és a makina inkább a mediterrán partvonalon van jelen. Spanyolország elektronikus zenei kultúrája Európa más országaiban működő klubrendszerrel ellentétben erőteljesen diszkó-orientált, így az underground helyett (ami ilyenformán szinte nincs is) ezeket a stílusokat, illetve a UK hardcore-t, a hardstyle-t és a mainstyle hardcore-t is a szigorú anyagi szempontok alapján működő, monopolizált overground karolta fel.
- Mainstream (Mainstyle, Present hardcore; 2003-tól napjainkig): A hardcore számtalan ágazatát egyfajta origóként összefogó központi stílusa, ami hangzását tekintve a legközelebb esik a felszínhez, mellőzi a túlzott szélsőségességet, devianciát, így a külföldi médiában is könnyebben talál visszhangra. A mainstyle elnevezés ugyan csak pár éves múltra tekint vissza, azonban a szerep, amit betölt, a kezdetek óta jelen van. A hardcore az ezredforduló utáni mélyrepüléséből kilábalván egy technikailag jóval érettebb szintre lépett, s ebben a második virágkorában a mainstyle jelentős szerepet játszik.
Mérsékelten gyors, 160-170 BPM-es tempó, dobgépek helyett modern (szoft)szintetizátorokon alapuló, gyakran változó, már-már barokkosan túldíszített ritmusszekció jellemzi, melyet gyakran komplex dallamok egészítenek ki.
A legelső mainstyle számok az Enzyme Records és a Traxtorm Records kiadók mögött tevékenykedő producerekhez köthető.
- Newstyle (Newschool; 1998-2002): Megtévesztő módon a már 'új'-nak egyáltalán nem nevezhető newstyle a hardcore nagy "hullámvölgyének", az 1998-tól 2002-ig tartó időszakának legreprezentatív képviselője, a korszak mainstyle-ja. A newstyle egy mesterségesen generált és azonban balul elsült megújulási kísérlet eredménye, aminek célja a gyors tempójú zenéktől a lassabb house felé forduló divathullám meglovagolása lett volna. A változó trendeknek megfelelően szakított az addigi jellegzetes és kiforrott hardcore hangzással, az átlagosan 180 BPM-es tempót egy jóval lassabb, 140-150 BPM-esre cserélték le, a dallamvilágot pedig egy jóval egyszerűbb, az epikus trance-ekre jellemző himnuszosság váltotta fel.
A legelső newstyle szám és vele együtt a newstyle "feltalálójának" címét két holland lemezlovas, The Dark Raver és DJ Vince jegyzi.[5]
Megjelenése és elterjedése jelentős mértékben megosztotta a hallgatótábort, rengetegen fordultak el a hardcore-tól neki „köszönhetően”. 1998-ra a hardcore népszerűsége világszerte jelentős mértékben visszaesett, egyedül Olaszországban tudja megőrizni stabilitását, így rövid időre a hardcore központja ide helyeződött át. Az ezredfordulóra a legtöbb holland partyszervező felhagyott a hardcore-ral, és rengeteg label szűnt meg. A stílus újra felvirágoztatása a Masters of Hardcore partysorozathoz köthető, ami újra több tízezres tömegeket mozgatott meg, s ami rengeteg fiatal tehetségnek biztosított lehetőséget a bizonyításra.
- Oldschool (Oldstyle; 1990-1993): A hardcore legelső, úgynevezett nulladik periódusába tartozó, meglehetősen kezdetleges, kiforratlan hangzását értjük alatta. Mai füllel egyáltalán nem tekinthető keménynek, a detroiti techno és a chicagoi acid house keverékeként hangzásának alappilléreit elsősorban a Roland Corporation három, legkultikusabb terméke, a TR-909-es és TR-808-as dobgépe és a TB-303-as bassline szintetizátora adta.
- Speedcore (1993-tól napjainkig): Mint ahogy azt a neve is mutatja, a speedcore elsősorban a sebességre helyezi a fő hangsúlyt. Az ütemszáma nagyon széles skálán mozog, a pontos alsó határértéke nem tisztázott, de rendszerint 230 BPM felett szoktunk speedcore-ról beszélni, az az alatti, de 190 BPM-et meghaladó intervallumra az uptempo kifejezést használják. Konkrét felső határértéke nincs, az első speedcore számok rendszerint 250-255 BPM körüliek voltak, ami szorosan összefügg a számítástechnikában használt byte fogalmával, ugyanis az 1 byte-on tárolható legnagyobb szám a 255 ({\displaystyle 2^{8}-1}). Később a producerek megszabadultak ettől a technikai korláttól, és az ezredfordulóra elterjedtek a 300 és az annál magasabb BPM számú trackek, melyek gyakran elérhetik (és akár meg is haladhatják!) az 1000 BPM-et.
A speedcore a dühöt, agresszivitást és erőszakot jelképező atmoszférájával gyakran támadja, kifigurázza és gúnyolja a „normális” zenék által felállított standardokat, melyek alól rendszerint a lassabb, gabberek által hallgatott „puhányabb” hardcore számok sem képezhetnek kivételt.
Az első autentikus speedcore formációnak a háromtagú, New York-i Disciples of Annihilation-t (röviden D.O.A.) tekintjük, akik 1993-ban alakultak, s egy évre rá kezdték el zenéiket megjelentetni a szintén amerikai illetőségű Industrial Strength Records kiadónál. Második Speedcore Producer: Dj Skinhead. Úgyszintén ennél a kiadónál adta ki zenéit. A speedcore Európán belül elsősorban Németországban és Olaszországban talált táptalajra, míg a tengerentúlon pedig leginkább Kanadában népszerű. (Canadian Speedcore Resistance)
- Terror (Terrorcore, Deathcore; 1994-től): A terror elnevezés az 1994-ben alakult frankfurti Kotzaak label (PCP sublabel) születéséhez köthető, ami az akkori hardcore-nál gyorsabb zenék megjelentetését tűzte ki céljául. Gyors tempója miatt sokan keverik a speedcore-ral, azonban míg ez utóbbi elsődlegesen a szélsőségesen gyors tempóra koncentrál, addig a terror-t egyfajta gonosz, rideg, rémisztő atmoszféra különbözteti meg tőle, ami a kor híres, horrorfilmes zeneszerzői által kikísérletezett ijesztő hangzáson alapul. A stílust legemblematikusabban képviselő CD-sorozat a Terrordrome volt, melynek utolsó, tizedik része 1997-ben jelent meg. A sorozat első négy darabja a holland Mokum Records gondozásában jelent meg, 1995-től azonban a német Control-hoz került, s innentől nyerte el végső, egyedi hangzását.
- Trancecore (1999-2003): Sok más alstílushoz hasonlóan a trancecore is a dallamvilág megújításának céljával jött létre, azonban az angliai freeform-mal ellentétben megtévesztő módon nem a klasszikus trance forrás inspirálta, hanem inkább a goa trance komplex felharmónikusait kombinálja a hardcore kidolgozott, torzdobos ritmusszekciójával. Sajnos hosszú távon nem bizonyult életképesnek, a goa trance-es hangzás azonban később ugyanúgy megjelent a finn freeform-ban is.
- UK Hardcore (1992-től napjainkig): Az angol hardcore a breakbeat komplex világának feltérképezése közben alakult ki, olyan előadók közreműködésével, mint a Prodigy, Hyper-On Experience, DJ Jonny B és a Sonz of a Loop Era, ami később a jungle-ben, illetve annak folyományaként a drum&bass-ben teljesedett ki, mivel az UK hardcore-t nem sokkal később magával ragadta a happy hardcore-láz. Fontos megjegyezni, hogy a UK hardcore alatt ebből kifolyólag az angol happy hardcore vonal evolúcióját értjük csupán, nem pedig általánosan az Egyesült Királyságból származó összhardcore-irányzatokat. A UK hardcore az európai happy hardcore hanyatlása után Nagy-Britanniában maradt fenn, illetve a tengerentúlon lelt új hallgatóságra. A stílus jeles képviselői a szigetországon kívül főként Ausztráliában, Kanadában, Japánban és az Egyesült Államokban lépnek fel.
A XX. század végére több más dallamos és vidám hangvételű tánczenéből merített, s végleg magamögött hagyta a kilencvenes évek happy hardcore imázsát. Ezt követően új producerek csatlakoztak a stílushoz, akik mind magukkal hozták egyediségüket, így manapság a UK hardcore-on belül is már többféle irányzatot különböztetünk meg. Elterjedt egy kicsit kommerszebb, klubosabb változat, ami leginkább vonzza a laikus tömegeket, ezen kívül van egy egyre experimentálisabb, talán kevésbé "szép", de annál agyamentebb vonulat, és nem utolsósorban számtalan label képviseli a klasszikus és zeneileg színvonalas UK hardcore hangzást, amely hű maradt a stílus eredeti feelingjéhez.
A UK hardcore az utóbbi időkben nem csekély szimbiózist mutatott a freeformmal, a két stílus mutációja nagy sikereket aratott.

## Szubkultúra
A hardcore, azon belül is elsősorban a mainstream hardcore hallgatóit gabber-eknek szokás hívni. A „gabber” elnevezés a jiddis „khaver” szóból ered, amely mind a jiddis, mind a holland nyelvben barátot, havert, spant jelent. (Ha megfigyeljük, a mi „haver” szavunk is innen származik.) Ez a stílus underground mivoltára utal, a gabber-partyk kezdetben csak baráti összejövetelek, házibulik voltak. A house is innen kapta a nevét, ami ugyan távol áll a hardcore-tól, azonban a kilencvenes években Hollandiában minden házibuli-jellegű zenét ezzel az elnevezéssel illettek, így egy idő után a hardcore-ra a „gabber house” megjelölés terjedt el. Tévhit, hogy a gabberek a gabba stílus rajongói lennének, hiszen az nem több csupán, mint szlengesített formája a gabbernek, nem pedig egy különálló stílus.
Kezdetben a hardcore és a vele együtt kialakult gabber kultúra egyek voltak, azonban mára a hardcore – országok és társadalmi rétegek között húzódó határvonalakat is átszakítva – sokkal több emberhez szól, mint valaha. Így a hallgatóságának mára már csak egy bizonyos – ám jelentős – részhalmazát teszik ki a gabberek, akik azonban továbbra is a stílus élharcosainak számítanak, az ő fanatizmusuk nélkül valószínűleg a hardcore nem tarthatna ott, ahol tart.
A gabber kultúra jellegzetességei közé tartozik az egyedi öltözködésmód, táncstílus és a különféle üdvözlési formák. (Lásd illusztráció) Az öltözködési szokások kialakulásában a divat helyett az elsődleges irányadó szerepet a kényelem határozta meg, a fiatalok olyan ruhákba bújtak, melyek szabad teret biztosítottak a mozgásnak, így a sportos öltözködés vált dominánssá. Ezek közül is kiemelkedő jelentőséggel bír egy bizonyos sportcipő, a Nike Air Max Classic, mely az évek során a stílus igazi szimbólumává nőtte ki magát. Mindemellett fejüket rendszerint kopaszra nyírják, Australian melegítőket vagy éppen bomberdzsekit hordanak, pólóikon pedig általában valamelyik hardcore kiadó logója vagy egyéb hardcore-hoz köthető szlogen vagy embléma látható.
Mivel a hardcore eredete szorosan összeköthető az egymással szüntelenül rivalizáló holland futballklubok ultráival, a gabberek (elsősorban Hollandiában, Olaszországban és Ausztriában) jobbára mind a munkásnegyedek focihuligánjai közül kerültek – s mind a mai napig kerülnek – ki.
Tévhit, hogy a kopaszság, a bomberdzseki és a huligán-attitűd gyakran (fehérfűzős) Martens bakancsokkal és egyéb militarista, bonehead-ekre jellemző ruhadarabokkal párosul. Ez a félreértés gyakran okot ad arra, hogy a gabberekhez rasszista nézeteket társítsanak, azonban a hardcore egy minden ízében politikamentes és ellenes zene, a gabberek pedig elutasítják a fajgyűlölő eszméket. (Részletesebben lásd a Filozófia bejegyzésnél)

## Filozófia
A hardcore lételeme a lázadás, a konvenciók felrúgása, melyek alól sok esetben a saját maga által felállított szabályok sem számítanak kivételnek. Tekinthetünk rá úgy is, hogy tulajdonképp egyfajta életfelfogást képvisel, melyben a zene és annak szeretete kiemelkedő fontossággal bír, a gabberek életében a hardcore minden mással szemben prioritást élvez.
A hardcore party alapkoncepciója megegyezik a más techno irányzatokéval, tőlük csupán hangzásában, a kifejezés módjában és intenzitásában különbözik. Lényege, hogy „a monoton ritmusokon alapuló gépzene, a számítógép teremtette képi világ és a kemikáliák” által létrejött sajátos valóságban az emberek együtt táncolnak egész éjszaka. A hardcore party a hétköznapokban felgyülemlett túlnyomásnak és az információs túlterheltség okozta stressznek a gyors és hatékony lerázását kínálja. A szélsőségessége tisztán a zenei, illetve a művészeti szférára korlátozódik. Egyetlen „ideológiája az ideológiamentesség” – a faji, politikai, vallási nézetektől való mentesség. A hardcore bakelitek és CD-k borítói gyakran ábrázolnak torz szörnyalakokat, kietlen ipari tájakat, lerombolt épületeket, erőszakos rendőr-huligán összecsapásokat, fegyvereket és harckocsikat. Viszont ezek a háborús, temetői, „sátánista” motívumok „nem hordoznak semmiféle etikai vagy ideológiai tartalmat, ezek kizárólag a zenéjük sokkoló voltára vonatkozó tréfás allúziók.” A számcímek és vokális betétek témái gyakran forognak a szex, az erőszak, a kábítószerfogyasztás és az öntömjénezés körül. A szövegek nagyrészt azért szólnak ezekről, mert egy ilyen felhőtlenül tomboló partyzenéhez nem illik más; az erőszakos hangvétele pedig csupán feszültséglevezető szerepet tölt be. Emellett egy önirónikus stílusról van szó, aminek egyik alapkoncepciója az, hogy őt magát nem kell feltétlenül komolyan venni. Tevékenységük „emberellenes” minősítésének kivédése végett a gabberek demonstratíve hangsúlyozzák kötődésüket a pozitív gondolkodáshoz, mely az egész technokultúrára jellemző. Hogy távoltartsák maguktól a bajkeverő, veszélyes elemeket, a hardcore bulikon gyakran egy olyan dresscode van érvényben, ami megtiltja a leghírhedtebb huligán-márkák, önkényuralmi jelképek és futballcsapat-logók viselését, az erőszakos viselkedéssel szemben pedig zéró toleranciát hirdetnek. A lemezeken, weboldalakon az olykor bélyegző formájában megjelenő jelszó: „United Gabbers Against Racism and Fascism” jelentése nem igényel bővebb magyarázatot.
A hardcore többnyire instrumentális zene, a kevés vokális hangmintának többnyire nem üzenetközvetítő szerepe van. Inkább olyan apró „csomagoknak” tekinthetők, amelyek egymás után hurkolva, folyamatosan ismétlődve beleépülnek az elektronikus zajhalmazba, és a tudatalattira hatva fejtik ki euforizáló hatásukat. A zene mindenki számára „egyénileg értelmezett, s így az egyén számára tökéletes projekciós eszköz, hogy hangulatait, örömeit, bánatait belevetítse, miközben a hatására […] különleges élményt tapasztalhat meg.” Léteznek viszont politikai célzattal „mesterségesen” létrehozott formációk, amelyek hangzásilag szoros kapcsolatban vannak ugyan a hardcore-ral, de itt a zenei brutalitást mintegy médiumként felhasználva igyekeznek agitatív szövegeiket a közönséghez eljuttatni. Típusos példa erre a digital hardcore stílus, amely a punk és az extrém elektronika fúziójaként anarchista, baloldali nézeteket közvetít.

## A hardcore Magyarországon
Magyarországon a hardcore megjelenése pár évvel későbbre datálódik, mint a nyugat-európai országokban. Az első importok 1993 végére, 1994 elejére tehetők, azonban ismertté csak az 1995-ös német happy hardcore vonal térhódítása révén vált. Ennek következtében a tiszavirág életű happy hardcore őrület hanyatlása után Magyarország szinte teljesen elszigetelődött, ami a még kialakulóban lévő magyar hardcore szcénára rendkívül rossz hatással volt. Így jelenleg Magyarországon a hardcore igen kis rajongótáborral rendelkezeik.
- 1994 – DJ Hell'oh vezetésével megalakul az NARG Entertainment. Hiroshima Mayday.
- 1995 – Rave Olympia.
- 1996 – West hangár, ThundeRave.
- 1997 – Nagyon sok, még ma is aktív magyar lemezlovas kezdte pályafutását hardcore lemezeket pörgetve, azonban 1997-től jódarabig csupán DJ Hell'oh maradt az egyetlen magyar hardcore DJ, és az általa alapított NARG Entertainment az egyetlen hazai hardcore partyszervező csapat. Hogy a magyar partyarcok kicsit jobban képben legyenek a hardcore-t illetően, elkezdett cikkeket publikálni a Freee Magazin-ba.
- 1998 – Az NARG Entertainment szervezésében megrendezésre került a Crazy Grenade (1998. május 16.), máig az egyik legdurvább magyar speedcore buli, s melyen Hell'oh volt az egyetlen hazai fellépő.
- 1999 – Több amatőr kezdeményezés is indult, kis létszámú, családias hangvételű, azonban rendszeresnek mondható partyk kerültek megrendezésre az ország több pontján is. Ezek közül az egyik, a Gabberflashes csapat által szervezett Rave Lovers, ami kilenc alkalommal került megrendezésre, és a Neorave partysorozatban folytatódva lépett a profizmus útjára.
- 2000 – Az év végén indult útjára a Gabber Kingdom, a magyar gabbereket összegyűjtő hírportálja, mely máig Magyarország legnagyobb gabber fóruma.
- 2001 – Az osztrák illetőségű Death Noize Clan a 2001-es európai turnéjának első állomásaként Budapestet választotta, s az NARG Entertainment-tel közösen szervezett Hellrave – Europe Tour Budapest sokáig a legnagyobb látogatószámot produkáló magyar hardcore rendezvénye volt, ami a buli helyszínéül szolgáló Supersonic Technikum klub helyi rekordját is megdöntötte. Ezt a rekordot később ugyancsak egy NARG-szervezésű buli tudta lekörözni, 2004-ben.
Továbbra is kicsi, de erősödő hardcore szcéna jellemezte ekkor Magyarországot, ami a Hellrave sikere után visszatért a kis létszámú, alacsony költségvetésű, kizárólag magyar DJ-ket felvonultató bulikhoz.Ilyen volt például a Budapesten rendezett öt részes Necropolis partisorozat 2001 márciusától-2001 augusztusáig.
- 2002 – Elindult a Neorave. Erősödött az osztrák-magyar barátság, egyre jelentősebb számban kezdtek el magyar gabberek osztrák bulikra járni, ahol Magyarországgal ellentétben nagy emberbázisú, erős szcéna uralkodott, s rendszeresen fordultak meg híres holland, olasz és német fellépők. Az NARG Entertainment felkérést kapott, hogy az első ízben megrendezésre kerülő magyar Mayday-en (Mayday comes to Budapest) egy külön teremmel (VIVA+ Floor) képviselje a hardcore-t.
- 2003 – Az év elején megalakult a Death Noize Clan Hungary, az osztrák DNC magyar divíziója. A DNC Hungary a mindössze két hónapos múltra visszatekintő, DJ Skyscraper vezetésével indult Brotherhood of Gabbers csapatból alakult át, akiknek első bulija, a 2002 novemberében megrendezésre került Ultra Infestation olyannyira sikeresnek bizonyult, hogy az osztrák DNC felkérte őket, csatlakozzanak hozzájuk. Még ebben az évben a magyar DNC újra elhozta Magyarországra a DNC legnagyobb partysorozatát, a Hellrave-et, azonban ez nem sikerült olyan pozitívan, mint a 2001-es.
- 2004 – Novemberben az ekkor háromtagú NARG Entertainment (Hell'oh, XT Noise és Tshwest) tízéves születésnapja alkalmából egy ingyenes, háromtermes bulira invitálta a hazai kemény underground képviselőit, köztük az összes magyar hardcore DJ-t (számuk ekkor 11-re rúgott), illetve osztrák barátaikat. Eme jeles eseményre, mely a keresztségben a Hard Decade nevet kapta, közel 1500-an voltak kíváncsiak, ezzel új rekordot állítva fel a rendezvény helyéül szolgáló Supersonic Technikum-ban. Ezt megelőzően az áprilisi, harmadik magyar Mayday-en (Mayday – Future Downloaded) szintén a három NARG DJ képviselte a hardcore-t.
- 2005 – Az NARG Entertainment következő nagy dobása, az Explosion partysorozat első darabja, egy négytermes, összelektronikus zenei fesztivál, az Explosion Festival 2005, júliusban került megrendezésre, melyen tiszteletét tette a hardcore keresztapja, Lenny Dee (USA) is!
- 2006 – A magyar hardcore DJ-k száma ugrásszerűen megnőtt, s ez a folyamat szinte a mai napig tart. Hell'oh Angliába való kiköltözése után a stafétát Mercenary vette át, aki 2009-ig az első számú szervezője lett a NARG rendezvényeknek. Mercenary 2005 óta volt tagja az NARG-nek, előtte két évig – nem mellesleg alapító tagként – a Death Noize Clan Hungary sorait gazdagította.
- 2007 – Az év elején útjára indult a Rakehell partysorozat, ami szakított az addigi magyar hagyományokkal, és elsődlegesen a látványra helyezte a legfőbb hangsúlyt. Emellett elsőízben látogatott Magyarországra DJ Promo, aki az indusztriális oldalát (Rude Awakening) csillogtatta meg egy NGOHT által szervezett bulin. Ugyancsak ebben az évben hallhatta először élőben a magyar közönség DJ D-t, az olasz mainstyle hardcore egyik jeles képviselőjét, az NARG által szervezett Hardcore Explosion-ön.
- 2008 – Az év vége felé a NARG Entertainment ismét túlszárnyalta eddigi teljesítményét, és egy újabb Hardcore Explosion partival lepte meg a nagyérdeműt. Először látogatott Magyarországra Ophidian (NL), a jelenkori hardcore egyik leginnovatívabb géniusza.
- 2009 – Első ízben lépett fel Magyarországon a holland Tellurian (más nevén Leviathan) a Neorave csapat által szervezett Oldschool Madness elnevezésű partin. A márciusi NARG rendezvény fő fellépői Angels of Darkness, Hellsystem és Nitrogenetics voltak. Ez volt az olyan esemény a magyar hardcore történetében, hogy egy bulin egy nemzetközi hardcore label (jelen esetben az olasz Hardcore Blasters) teljes létszámában képviseltethette magát. Áprilisban a Rakehell partisorozat a negyedik állomásához érkezett Hardcore 4 Goldlife címmel. Július közepén egy újabb Explosion került megrendezésre Summer Edition alcímmel, novemberre pedig az NARG fennállásának 15. évfordulóját ünnepelendő egy kétnapos születésnapi bulival jelentkezett. Az 50 DJ-t felvonultató, kétszer háromtermes rendezvény fő fellépői DJ Promo (NL), Rude Awakening (NL), Peaky Pounder (NL), The Wishmaster (I) és Bong-Ra (NL) voltak. Sajnos egyúttal ez volt az utolsó rendezvényük, mivel nem sokkal utána a NARG bejelentette a csapat, s ezzel egyidejűleg értelemszerűen az Explosion partysorozat megszűnését is.
- 2014 – A 'Harddance Magyarország' és 'Hungarian Hardstyle' blog egyre többet ír a hardcore techno-ról, az emberek egyre jobban kifejezik érdekeltségeiket a hardcore iránt.[8]
- 2022 - zotya67frenchcore elkezd Tiktok live-okat készíteni, ahol a nevével ellentétben igen széles zenei palettát vonultat fel szombatonként a közönsége számára, közel 8 órán keresztül. A mai napig aktív, jelenleg több, mint 5000 követője van.
- 2023 - Mezei Barnabás aka Dj Piep King megalkotja Tiktok csatornáját, ahol szerkesztett videóival saját magát népszerűsítette a stílus helyett. 2024-ben váratlanul abbahagyta a munkásságát, időhiányra hivatkozva. Közel 15000 követője volt.